# هنري بي. هيلر
هنري بي. هيلر هو سياسي أمريكي، ولد في 14 أغسطس 1941 في واشنطن العاصمة في الولايات المتحدة. نشط حزبياً في الحزب الديمقراطي.